# Geraldo Mattos
Geraldo Mattos (28. června 1931 – 23. března 2014) byl brazilský spisovatel, esperantista. Byl považován za talentovaného spisovatele. Jeho dílo zahrnuje kromě níže uvedeného výčtu také více než 200 básní.

## Dílo
- LA TENTO DE LA JUNULO - drama ve verších o Zamenhofovi
- IVAN LA SESA - drama ve verších o pěti jednáních o tragédii jeho života a ruského lidu
- LA NIGRA SPARTAKO - vyprávění o lovech na Negry v 17. století
- ARĈO - sonety
- RITMOJ DE VIVO - sonety
- MINIATUROJ - sbírka básní